# 波边肋毛蕨
波边肋毛蕨（学名：Ctenitis crenata）为叉蕨科肋毛蕨属下的一个种。

## 扩展阅读
- 維基物種上的相關：波边肋毛蕨